# SN 1992bl
SN 1992bl – supernowa typu Ia odkryta 21 listopada 1992 roku w galaktyce E291-G11. Jej maksymalna jasność wynosiła 17,34m.